# 奧蒂斯維爾 (紐約州)
奧蒂斯維爾（英語：Otisville）是位於美國紐約州奧蘭治縣的村。

## 人口
根據2020年美國人口普查的數據，奧蒂斯維爾的面積為1.98平方千米，皆為陸地。當地共有人口969人，而人口密度為每平方千米489人。